# City Resort Sittard
Le City Resort Sittard, ancien nom: Fitland XL Sittard, est en partie un hall omnisports situé à Sittard-Geleen, dans le Limbourg néerlandais, où évolue l'OCI Limburg Lions Geleen club de D1 néerlandaise.
La salle fait partie du complexe SportZone Limburg, où on peut également trouver le Stade Offermans Joosten du Fortuna Sittard.
Depuis 2013, c'est dans cette salle qu'à lieu le tournoi international de handball, les Jours du handball du Limbourg.

## Événements
- Final Four de la BeNe League 2015-2016.